# Black Star (gruppo musicale)
I Black Star sono un duo hip hop statunitense originario di Brooklyn, attivo dal 1997 e composto da Yasiin Bey aka Mos Def e Talib Kweli.

## Attività
Il gruppo ha pubblicato il loro primo album Mos Def & Talib Kweli are Black Star il 29 settembre 1998. Dopo quest'album non hanno pubblicato altro per molto tempo ma ha lavorato a molti progetti discografici, colonne sonore, eventi live e altro.
Dopo anni di indiscrezioni su un possibile secondo album, annunciato come completato a fine 2019, l'8 aprile 2022 ne è stata annunciata l'uscita prevista per il 3 maggio successivo. L'album, intitolato No Fear of Time e prodotto interamente da Madlib, uscirà esclusivamente sulla piattaforma di podcast Luminary.

## Discografia

### Album
- 1998 - Mos Def & Talib Kweli are Black Star
- 2022 - No Fear of Time

### Singoli
- 1998 - Definition
- 1999 - Respiration
- 1999 - One Four Love Pt. 1
- 2011 - Fix Up
- 2022 - Mineral Mountain (ft. Black Thought)